# Лакост, Венсан
Венсан Лакост (фр. Vincent Lacoste; род. 3 июля 1993, Париж) — французский актёр, трёхкратный номинант (2010, 2015, 2017) и лауреат (2021) премии «Сезар».

## Биография
Отец — адвокат, мать — работник здравоохранения. Дебютировал в кино в 2009 году главной ролью непутёвого подростка в фильме «Красивые парни», за которую получил кинопремию Люмьер.
В 2011—2011 годах Венсан Лакост снялся в большом количестве комедий, в том числе в фильме «Астерикс и Обеликс в Британии», продолжающем серию экранизаций знаменитого комикса Рене Госинни.Там он появился в роли родственника вождя галльской деревни, прибывшего из Лютеции (римское название Парижа), и неприспособленного к боевым условиям, что Астерикс и Обеликс берутся исправить.
В 2014 году Лакост пробует себя в качестве актёра драматических фильмов. Роль молодого врача в фильме «Гиппократ» приносит ему вторую номинацию на Сезар (первый раз он был номинирован на эту премию за свою первую роль).
В 2015 году Венсан Лакост сыграл в фильме «Лоло» (в русском прокате «Маменькин сынок») роль молодого парижского художника, выстраивающего непростые отношения с матерью и её новым любимым мужчиной.
В 2016 получил приз Патрика Девара, который ежегодно вручается одному молодому французскому актёру.

## Фильмография
| Год  |     | Русское название                   | Оригинальное название                      | Роль               |
| ---- | --- | ---------------------------------- | ------------------------------------------ | ------------------ |
| 2009 | ф   | Красивые парни                     | Les beaux gosses                           | Жерве              |
| 2011 | ф   | Кафе за углом                      | Au bistro du coin                          | Жюль               |
| 2011 | ф   | Улётный рейс                       | Low Cost                                   | Димитрий           |
| 2011 | ф   | Каникулы на море                   | Le Skylab                                  | Кристиан           |
| 2011 | ф   | ИХ как Иисус Христос               | JC comme Jésus Christ                      | ИХ                 |
| 2011 | ф   | Масло в огонь                      | De l'huile sur le feu                      | Пьеррик            |
| 2012 | ф   | Двойная жизнь Камиллы              | Camille redouble                           | Винсент            |
| 2012 | ф   | Астерикс и Обеликс в Британии      | Astérix & Obélix: Au service de sa Majesté | Идунарикс          |
| 2013 | ф   | Джеки в царстве женщин             | Jacky au royaume des filles                | Джеки              |
| 2013 | ф   | По-французски                      | À la française                             | ?                  |
| 2014 | ф   | Эдем                               | Eden                                       | Тома               |
| 2014 | кор | Трюффо сегодня: пары               | Truffaut au présent: Couples               | Эпизодическая роль |
| 2014 | кор | Трюффо сегодня: актёры             | Truffaut au présent: Acteurs               | Эпизодическая роль |
| 2014 | ф   | Гиппократ                          | Hippocrate                                 | Бенжамин           |
| 2015 | ф   | Дневник горничной                  | Journal d'une femme de chambre             | Жорж               |
| 2015 | ф   | Маменькин сынок                    | Lolo                                       | Лоло               |
| 2015 | кор | Чёрный язык                        | Langue noire                               | Габа               |
| 2015 | ф   | Ничего не бояться                  | Peur de rien                               | Рафаэль            |
| 2015 | ф   | Невероятно личная жизнь месье Сима | La vie très privée de Monsieur Sim         | Жак Сим в 20 лет   |
| 2016 | ф   | В постели с Викторией              | Victoria                                   | Самуэль Малле      |
| 2016 | ф   | Сент-Амур: Удовольствия любви      | Saint Amour                                | Майк               |
| 2016 | кор | Детство предводителя               | L'enfance d'un chef                        | Винсент            |
| 2016 | ф   | За Сюзанной                        | Après Suzanne                              | Жоаким             |
| 2016 | ф   | Прямо сейчас                       | Tout de suite maintenant                   | Хавьер             |
| 2017 | мф  | Сахара                             | Sahara                                     | Гарри              |
| 2018 | ф   | Новая жизнь Аманды                 | Amanda                                     | Давид              |
| 2018 | ф   | Прости, ангел                      | Plaire, aimer et courir vite               | Артур              |
| 2020 | ф   | Удалить историю                    | Effacer l'historique                       | шантажист          |
| 2021 | ф   | Утраченные иллюзии                 | Illusions perdues                          | Этьен Лусто        |
| 2022 | ф   | Кома                               | Coma                                       | Николя (голос)     |

## Награды и номинации
| Премия              | Год  | Категория                         | Фильм / сериал          | Итог      |
| ------------------- | ---- | --------------------------------- | ----------------------- | --------- |
| «Люмьер»            | 2010 | Лучший молодой актёр              | «Красивые парни»        | Победа    |
| «Сезар»             | 2010 | Самый многообещающий актёр        | «Красивые парни»        | Номинация |
| «Сезар»             | 2015 | Лучшая мужская роль               | «Гиппократ»             | Номинация |
| «Сезар»             | 2017 | Лучшая мужская роль второго плана | «В постели с Викторией» | Номинация |
| «Сезар»             | 2021 | Лучшая мужская роль второго плана | «Утраченные иллюзии»    | Победа    |
| Приз Патрика Девара | 2016 | Лучший молодой актёр              | По совокупности ролей   | Победа    |